# Elizabeth Greenleaf Pattee
Elizabeth Greenleaf Pattee (Quincy, 1893 – Hightstown, 1991) fue una reconocida arquitecta, paisajista y profesora de arquitectura estadounidense.

## Trayectoria
Era descendiente de una antigua familia de Nueva Inglaterra. Los retratos de varios de sus antepasados fueron pintados por el pintor británico Joseph Blackburn, y Pattee llegó a donar un retrato realizado por el pintor Christian Gullager de su tatarabuelo Daniel Greenleaf a la National Portrait Gallery.
Pattee se graduó en arquitectura en el Instituto de Tecnología de Massachusetts (MIT) en 1916 con una tesis sobre una escuela diurna para niñas. Pasó los dos años siguientes en Groton en la Lowthorpe School of Landscape Architecture for Women y obtuvo su diploma en 1918. En 1950, Pattee se casó con otro arquitecto paisajista, Arthur Coleman Comey, también urbanista que falleció cuatro años después.
La carrera profesional de Pattee abarcó cinco décadas. Antes de empezar por su cuenta, trabajó para la firma Stone and Webster (1919-21) y para las arquitectas Lois Howe y Eleanor Manning. En 1922, abrió su propio estudio en Boston con la arquitecta paisajista Constance E. Peters. Pattee y Peters trabajaron juntas en la década de 1940, centrando su trabajo en el diseño del paisaje que era práctico y que tenía en cuenta todo el espacio. Uno de sus primeros encargos fue el Killian Court, un espacio público clave en el campus del MIT y parte de un diseño más amplio que posteriormente fue ampliado por Mabel Keyes Babcock. Otras comisiones incluyeron los jardines de la sede de las Damas Coloniales de América en Connecticut y los jardines de la finca Kimball-Jenkins (1929) en New Hampshire, que ahora es una escuela de arte.
Pattee también dio clase en la Escuela Lowthorpe durante más de veinte años, y llegó a ejercer como directora interina. De 1945 a 1963, fue instructora en la Escuela de Diseño de Rhode Island (que absorbió la Lowthorpe School en 1945), y dirigió el departamento de paisajismo en dos períodos, de 1946 a 1952 y de 1955 a 1959. Ocasionalmente, contribuyó con artículos sobre diseño de paisajes para Landscape Architecture así como con otras revistas especializadas.
En 1933, Pattee se convirtió en miembro del Instituto Estadounidense de Arquitectos y en 1964 fue miembro fundador del Capítulo de Nueva Jersey de la Sociedad Estadounidense de Arquitectos Paisajistas (y la única mujer entre los fundadores). También fue miembro de la Federación Internacional de Arquitectos Paisajistas y de la Sociedad Americana de Arquitectos Paisajistas, para la que fue elegida en 1961.
Pattee se retiró a Hightstown, New Jersey donde murió en 1991.